# Конотопский сельский совет
Коното́пский се́льский сове́т (укр. Конотопська сільська рада) — входит в состав Городнянского района Черниговской области Украины.
Административный центр сельского совета находится в с. Конотоп
.

## История
- По данным административно-территориального деления в 1947 году, Конотопский сельский совет входил в состав Тупичевского района Черниговской области [3].

## Населённые пункты совета
- с. Конотоп

## Состав сельского совета
По результатам местных выборов 2010 года совет имеет состав
:
| Субъект выдвижения | Количество выбранных депутатов | %    |
| ------------------ | ------------------------------ | ---- |
| Самовыдвиженцы     | 6                              | 50   |
| Партия регионов    | 3                              | 25   |
| Народная партия    | 2                              | 16,7 |
| Единый Центр       | 1                              | 8,3  |

## Адрес Совета
- 15170, Черниговская обл., Городнянский р-н, с. Конотоп, ул. Щорса, 83.